# 殺人者 (映画)

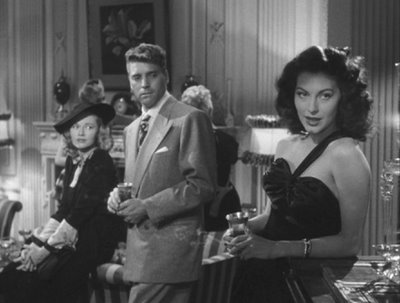
左からヴァージニア・クリスティーン、バート・ランカスター、エヴァ・ガードナー

『殺人者』（さつじんしゃ、The Killers）は、1946年のアメリカ合衆国のサスペンス映画。ロバート・シオドマク監督、バート・ランカスター（これが映画初出演）、エヴァ・ガードナーら出演によるフィルム・ノワールである。また、リチャード・ブルックスとジョン・ヒューストンがクレジットなしで脚本に参加している。
アーネスト・ヘミングウェイの短編小説「殺し屋」を原作に映画化。1964年にドン・シーゲル監督で『殺人者たち』としてリメイクされた。
2008年にアメリカ国立フィルム登録簿に登録された。

## ストーリー
マックスとアルという2人の殺し屋が、スウィードとして知られる元ボクサーのピート・ランドを殺害するため、ニュージャージー州ブレントウッドにやって来る。ランドが働いている食堂（その日はランドは休暇中）でランドの同僚ニック・アダムスが2人に遭遇した後、ランドに用心するよう伝える。しかし不可解なことに、ランドは逃げようともせず、自室で射殺されてしまう。
スウィードの本名はオーレ・アンダーソンだったことがすぐに判明する。生命保険調査員のジム・リアドンは、スウィードの2,500ドルの保険金の受取人を見つけて支払う任務を与えられている。リアドンは、スウィードの友人や関係者を探し出して話を聞き、粘り強く話を組み立てていく。スウィードの長年の友人であるフィラデルフィア警察のサム・ルビンスキー警部が特に役に立った。
回想シーンで、スウィードは手の怪我によりボクシングを止めなくてはならなかったことが明らかになる。警察に入らないかというルビンスキーの誘いを断ったスウィードは、犯罪組織のボス「ビッグ・ジム」コルファックスと付き合うようになり、ガールフレンドのリリーを捨て、より魅力的なキティ・コリンズと結婚する。盗品の宝石を身に着けているキティをルビンスキーが捕まえると、スウィードは罪を自白し、懲役３年となる。
刑期を終えたスウィード、「ダムダム」クラーク及び「ブリンキー」フランクリンは、コルファックスが計画したニュージャージー州ハッケンサックの帽子工場の給与強盗にスカウトされる。事態を複雑にしているのは、キティが現在コルファックスと一緒にいるということだ。この強盗により254,912ドルが手に入る。彼らの隠れ家が全焼したという連絡を受けた時、スウィードを除く犯行グループ全員に新しい集合場所が連絡される。キティはスウィードに、仲間たちから裏切りを受けていると言い、銃を突きつけて金を全額奪って逃げるよう唆す。キティはその後アトランティックシティでスウィードと落ち合い、金を持って姿を消す。
（現在に戻り）リアドンはスウィードが殺害されたホテルに張り込んでいる。彼はダムダムが奪った金につながる手がかりを探して建物に忍び込むのを目撃する。リアドンはダムダムに迫るが、ダムダムは捕まる前に逃走する。その後、リアドンは強盗達の隠れ家の火事が、想定より数時間遅く発生したという知らせを受ける。この情報により、リアドンは、コルファックスとキティが最初からスウィードを罠にはめる積りであり、彼を殺させたのはこの2人だと確信する。
リアドンは、現在ピッツバーグで建築請負業者として成功しているコルファックスを訪ねる。問い詰められたコルファックスは、キティの居場所については何も知らないと言う。リアドンはキティを有罪にするのに十分な証拠があると嘘をつく。その後、リアドンはキティから電話を受け、グリーンキャットというナイトクラブで会おうと提案される。そこに着くと彼らは食事を注文し、キティは、他の者たちがスウィードを裏切っていることから、キティをコルファックスの元から連れ去って欲しいとスウィードに頼んだと言う。そして彼女は、アトランティックシティでスウィードと会った後、金を受け取ったことを認め、彼女に不利な証拠があるというリアドンの言葉を信じて、自分を救うためにコルファックスを身代わりとして差し出すことに同意する。キティが化粧を直すために女性用トイレに行っている間、マックスとアルがナイトクラブに来て、リアドンを殺そうとする。殺し屋が来るのではないかと予期していたリアドンとルビンスキーは逆に2人の殺し屋を殺す。リアドンがキティを探しに行くと、キティがトイレの窓から逃げたことを知る。
リアドンとルビンスキーはナイトクラブを出てコルファックスの邸宅へ向かう。彼らが到着すると、ダムダムとコルファックスがほんの少し前に激しい銃撃戦で互いに致命傷を負ったことを知る。ルビンスキーは息も絶え絶えのコルファックスに、何故スウィードを殺させたのか尋ねる。コルファックスは殺しを指示したことを認め、他の強盗犯たちがスウィードを探し出し、コルファックスとキティが全員を裏切って金を持ち逃げしたことが露見するのを恐れたのだと言う。キティは夫の横にひざまずき、最期にキティの無罪を証明してくれるよう懇願するが、夫はその前に死んでしまう。

## キャスト
※括弧内は日本語吹替（初回放送1969年1月26日『日曜洋画劇場』）
- スウィード - バート・ランカスター（久松保夫）
- キティ - エヴァ・ガードナー（翠準子）
- リアドン - エドモンド・オブライエン（木村幌）
- コルファクス - アルバート・デッカー（外山高士）
- ルビンスキー - サム・レヴェン（仁内達之）
- リリー - ヴァージニア・クリスティーン
- ダムダム - ジャック・ランバート（渡部猛）
- チャールストン - ヴィンス・バーネット
- マックス - ウィリアム・コンラッド： 殺し屋。
- アル - チャールズ・マッグロー： 殺し屋。